# Frank P. Rosenberg
Pour les articles homonymes, voir Rosenberg.

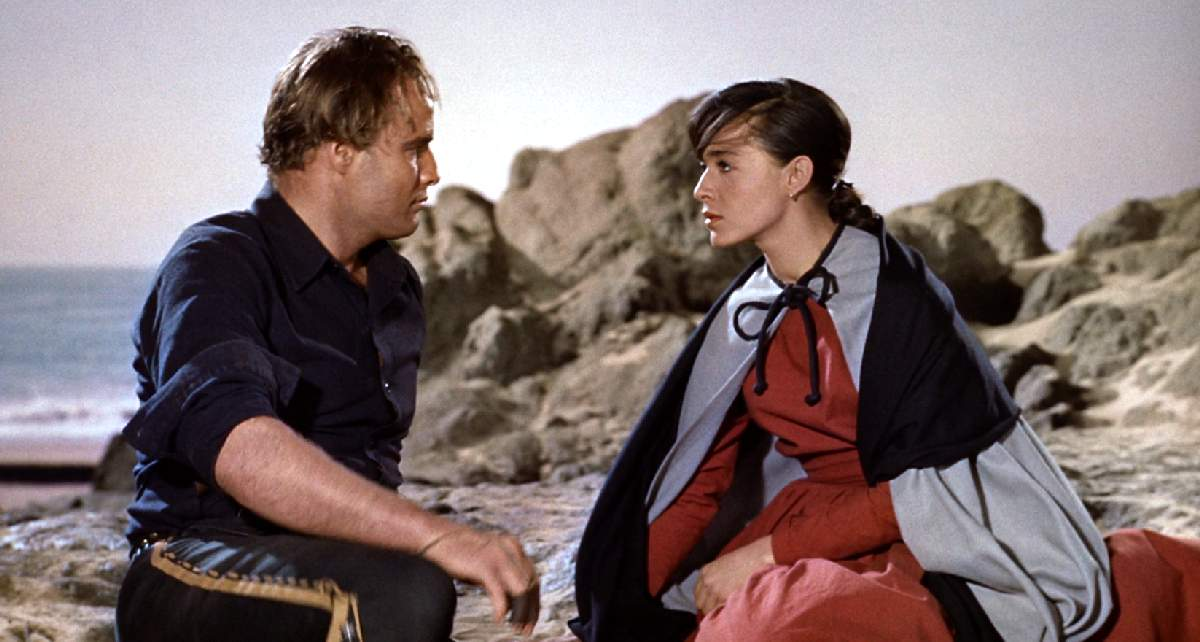
La Vengeance aux deux visages (1961), avec Marlon Brando et Pina Pellicer

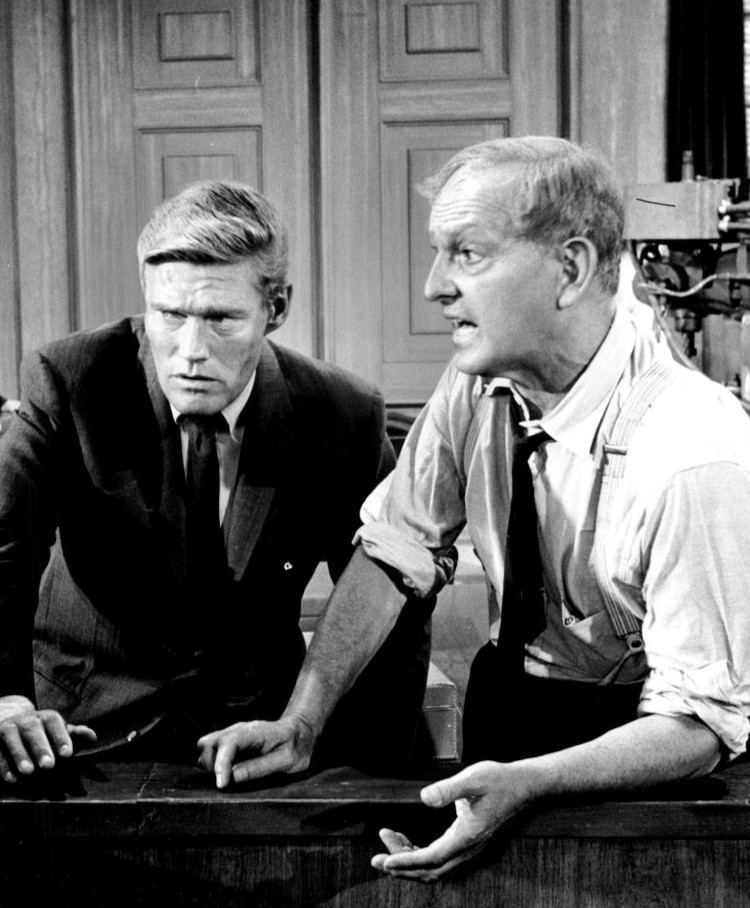
Série Arrest and Trial, avec Chuck Connors et Joseph Schildkraut (1963)

Frank P. Rosenberg, né le 22 novembre 1913 à New York (arrondissement de Brooklyn, État de New York) et mort le 18 octobre 2002 à Thousand Oaks (Californie), est un producteur américain de cinéma et de télévision.

## Biographie
Frank P. Rosenberg débute comme producteur de cinéma sur Le Mangeur d'hommes (en) de Byron Haskin (1948, avec Sabu et Wendell Corey). Suivent quatorze autres films américains à ce poste, le dernier étant La Mort en rêve de J. Lee Thompson (1975, avec Michael Sarrazin et Jennifer O'Neill). Entretemps, mentionnons Mark Dixon, détective d'Otto Preminger (son deuxième film, 1950, avec Dana Andrews et Gene Tierney), Capitaine King d'Henry King (1953, avec Tyrone Power et Terry Moore), La Vengeance aux deux visages (unique film réalisé par Marlon Brando, 1961, avec le réalisateur et Karl Malden) et Police sur la ville de Don Siegel (1968, avec Richard Widmark et Henry Fonda).
À la télévision américaine, il est producteur sur huit séries, les deux premières en 1957-1958 étant Suspicion (deux épisodes, plus un troisième comme réalisateur, sa seule expérience à ce titre) et Schlitz Playhouse of Stars (trente-quatre épisodes). Son avant-dernière série est Haute Tension (vingt-quatre épisodes, 1964-1965) ; sa dernière est Bob Hope Presents the Chrysler Theatre (en) (trois épisodes, 1965-1966). S'ajoutent deux téléfilms, le premier diffusé en 1966, le dernier en 1993 (son ultime contribution).
Frank P. Rosenberg meurt en 2002, à 88 ans.

## Filmographie
(comme producteur, sauf mention contraire ou complémentaire)

### Cinéma (intégrale)
- 1948 : Le Mangeur d'hommes (en) (Man-Eater of Kumaon) de Byron Haskin
- 1950 : Mark Dixon, détective (Where the Sidewalks Ends) d'Otto Preminger (+ adaptation)
- 1951 : L'Énigme du lac Noir (The Secret of Convict Lake) de Michael Gordon
- 1952 : Return of the Texan de Delmer Daves
- 1953 : La Jolie Batelière (The Farmer Takes a Wife) d'Henry Levin
- 1953 : Capitaine King (KIng of the Khyber Rifles) d'Henry King
- 1955 : Le Témoin à abattre (Illegal) de Lewis Allen
- 1956 : Immortel Amour (Miracle in the Rain) de Rudolph Maté
- 1956 : The Girl He Left Behind de David Butler
- 1961 : La Vengeance aux deux visages (One-Eyed Jacks) de Marlon Brando
- 1963 : Ma femme est sans critique (Critic's Choice) de Don Weis
- 1968 : Police sur la ville (Madigan) de Don Siegel
- 1969 : Strategy of Terror (en) de Jack Smight
- 1971 : The Steagle (en) de Paul Sylbert
- 1975 : La Mort en rêve (The Reincarnation of Peter Proud) de J. Lee Thompson
- 1978 : Sauvez le Neptune (Gray Lady Down) de David Greene (adaptation)

### Télévision (sélection)
(séries)
- 1957-1958 : Suspicion, saison unique, épisode 9 Le Vol (The Flight) de James Neilson, épisode 19 La Soif du mal (A Touch of Evil) de John Brahm et épisode 20 Si je meurs avant de vivre (If I Die Before I Live, réalisateur)
- 1957-1958 : Schlitz Playhouse of Stars, saisons 6 et 7, 34 épisodes
- 1963-1964 : Arrest and Trial (en), saison unique, 30 épisodes (intégrale)
- 1964-1965 : Haute Tension (Kraft Suspense Theatre), saison 2, 24 épisodes